# Natal Köztársaság
A Natal Köztársaság egy 1839 és 1843 között rövid ideig fennálló búr állam volt, amelyet az ide vándorló afrikaans telepesek alapítottak. Ezen állam volt a búrok első nagy afrikai államalapítási kísérlete. A britek azonban 1843-ban szemet vetettek a kis országra és nyomban annak elfoglalását tervezték. Az államot végül 1845-re vonták teljes brit ellenőrzés alá, ám a területen élő zulukkal a továbbiakban a britek háborúztak is.

## Története

### Korai története
A Natal Köztársaság területén az őslakos busmanok és zuluk éltek. A 18.-19. században a területre bevándorlók és felfedezők érkeztek, főként angolok és a közelben megtelepedett búrok. 1838-ban a búrok megkezdték nagy vándorlásukat amely során a brit gyarmatok és a saját területeikről elköltözve elindultak élhető helyet keresni. Natal területére értek, ahol Dingaan zulu király uralkodott. A búrok vezetője Piet Retief tárgyalásokat kezdett a zulu királlyal országa egy részének megvételéről. A király beleegyezett országa egy részének eladásába, feltéve, hogy a búrok visszahozzák a szomszédos törzs által ellopott marháit, és adnak neki 11 puskát. Retief és csapata különösebb nehézségek nélkül visszahozta a király állatait, azonban a puskák átadását megtagadta. Dingaan király ekkor csellel elérte, hogy a búrok letegyék fegyvereiket, s ezt követően harcosaival rárontott és az utolsó szálig lemészárolta a telepeseket. A búrok bosszút esküdtek és Andries Pretorius vezetése alatt hadjáratra indultak a zuluk ellen. A Ncome folyó vidékén össze is csaptak a zulukkal és néhány órán belül súlyos vereséget mértek Dingaan király hadaira. A csatában a búrok három sebesültet míg a zuluk 3000 halottat veszítettek. A folyót az ütközet után csak mint a „Véres-folyót” emlegették.

### Politikai irányítás
Időközben Dingaan zulu királyt rokona Mpande elárulta és számos zulu harcos (megközelítőleg 17 000 fő) kíséretében átállt a búrok oldalára. Így Dingaan a féltestvére ellen indult, Mpande azonban legyőzte a király seregeit aki pedig elmenekült. A zuluk ezután egységesen Mpande-t támogatták, mert azt remélték uralma alatt végre béke lesz. A búrok megkapták az áhított földet és államot alapítottak a területen. Az állam élére a győztesen visszatért Andries Pretorius került, a főváros pedig Pietermaritzburg lett, emellett pedig itt rendezték be a búr parlamentet (volksraad).

### Brit annexió
George Thomas Napier, Cape kolónia kormányzója 1843-ban felfigyelt az újonnan alakult búr államra. Napier attól tartott, hogy a búrok által elűzött zuluk zavart okozhatnának a közeli brit gyarmatokon, ezért nyomban Stanley, brit miniszterelnök engedélyét kérte az állam bekebelezésére. 1843. április 23-án az elnök végül engedélyezte Napiernek a Natal Köztársaság annektálását. Napier nem tervezett véres háborút a búrok ellen, ezért egy delegációt küldött Pietermaritzburgba, hogy kihirdesse a britek annektálási szándékát. A telepesek visszautasították a britek ajánlatát, és megtámadták Port Natalt (mai nevén: Durban), a britek csak felmentősereggel tudtak megvédeni. A harc ekkor megszűnt. A búrok rövidesen belátták, hogy hosszabb ellenállásra nincs esélyük, így a többség elfogadta a britek feltételeit. Emellett a legtöbb vortrekker kivándorolt. Ez fontos momentum, ugyanis később a natali menekültek alapították meg a két legjelentősebb búr államot, Oranje Szabadállamot és a Transvaal Köztársaságot.